# Ciridops
Ciridops is een uitgestorven geslacht van zangvogels uit de vinkachtigen (Fringillidae).

## Soorten
Het geslacht kent één soort:
- † Ciridops anna – Ula-ai-hawane